# 达金反应
达金反应（Dakin反应）是酚醛或酚酮与过氧化氢在氢氧化钠作用下反应生成二酚与羧酸的反应。由亨利·达金于1909年首先发现。

以水杨醛为例，它与过氧化氢在碱液中反应，生成的产物是邻苯二酚：

## 反应机理
反应与BV氧化重排反应类似，但过氧试剂不是过氧酸，而是过氧化氢。它的一个可能的机理如下。{\displaystyle {\rm {HO_{2}^{-}}}}对醛进行加成，然后苯基迁移，重排，甲酸酯水解，酸化生成二酚。